# Jonas Harrow
Jonas Harrow è un personaggio dei fumetti pubblicati dalla Marvel Comics, è un chirurgo e uno scienziato al servizio della criminalità.

## Biografia

### Primi passi nel sottobosco criminale
La prima impresa del medico criminale fu salvare dalla morte uno sconosciuto teppista che, grazie alle sue cure, divenne il boss della mala Testa di Martello. Incolpando l'Uomo Ragno della disfatta del suo primo paziente, potenziò il supercriminale Kangaroo per usarlo contro l'eroe mascherato ma l'australiano non riuscì a ottenere la vendetta che il medico bramava. In seguito, piazzò un congegno di controllo nel cervello del vigilante Fuoco Fatuo e lo inviò contro la sua ragnesca nemesi, tuttavia, la riluttanza del suo sgherro nel compiere i suoi ordini lo portarono a decidere di sbarazzarsene. Dopo aver raccolto uno smemorato J. Johan Jameson in un vicolo e averlo imprigionato, Harrow usò il congegno responsabile dell'amnesia del giornalista, un macchinario capace di instillare odio e follia nelle persone, contro il Daily Bugle, Peter riuscì a resistere a stento all'azione della macchina e, messosi il costume, raggiunse il covo dello scienziato sconfiggendolo dopo una strenua lotta. Finito in prigione, tentò di evadere con la complicità di Gargoyle ma fu nuovamente fermato da Spidey.

### Quattro rapine e un funerale
Assoldato dalla Roxxon per creare dei soldati robot, si serve ancora dei servigi forzati di Fuoco Fatuo che, per liberarsi, chiede l'aiuto dell'Uomo Ragno, i due raggiungono il laboratorio di Harrow e combattono il suo guardiano robot, Dragon Man, provocando la distruzione dell'edificio. Scagionato dal sospetto di essere Hobgoblin, affronta, sempre affiancato da Dragon Man, She-Hulk e la Cosa e, successivamente, Pugno d'Acciaio. Dopo la Guerra Civile dei Supereroi entra tra le file del sindacato criminale di Hood, quando Robbins perde le proprie abilità lo scienziato usa un inibitore di poteri per tendere un'imboscata ai Nuovi Vendicatori e stringere un'alleanza con Norman Osborn, sarà ucciso dal suo vecchio capo a causa del suo tradimento.

## Poteri e abilità
Jonas Harrow è un abile chirurgo e genetista, è inoltre esperto in cibernetica e robotica.